# Proasellus aquaecalidae
Proasellus aquaecalidae is een pissebed uit de familie Asellidae. De wetenschappelijke naam van de soort is voor het eerst geldig gepubliceerd in 1922 door Racovitza.